# Cidade Antiga (Jerusalém)
A chamada Cidade Antiga ou Cidade Velha de Jerusalém (em hebraico:  הָעִיר הָעַתִּיקָה; em árabe: البلدة القديمة, translit. al-Balda al-Qadimah) é uma área amuralhada em forma rectangular com 0,9 km² na cidade moderna de Jerusalém. Na Cidade Velha encontram-se vários sítios de fundamental importância religiosa, como o Monte do Templo e Muro das Lamentações para os judeus, a Basílica do Santo Sepulcro para os cristãos e o Domo da Rocha e a Mesquita de al-Aqsa para os muçulmanos.
A Cidade Antiga e as suas muralhas foram nomeadas pela UNESCO Património Mundial da Humanidade em 1981, por indicação da Jordânia. Devido à história conflitual da cidade e sua soberania indefinida, o país de localização do sítio não está especificado na lista da UNESCO.

## População
A população da Cidade Velha reside principalmente nos bairros muçulmanos e cristãos. Em 2007, a população total era de 36.965 habitantes; enquanto as estatísticas de grupos religiosos em 2006 era de 27.500 muçulmanos, 5.681 cristãos e 3.089 judeus.

## Situação política

### Comunidade internacional
Durante a Guerra árabe-israelense de 1948, a Cidade Velha foi capturada pela Jordânia e todos os seus residentes judeus foram expulsos. Durante a Guerra dos Seis Dias, em 1967, que incluiu combates diretos no Monte do Templo, as forças israelenses capturaram a Cidade Velha e o distrito de Jerusalém Oriental, anexando-os posteriormente como território israelense e unindo-os com a porção ocidental da cidade. Atualmente, o governo israelense administra toda a área, que considera parte de sua capital nacional. No entanto, a Lei de Jerusalém de 1980 - que efetivamente anexou Jerusalém Oriental a Israel - foi declarada nula e sem efeito pela Resolução 478 do Conselho de Segurança das Nações Unidas. Jerusalém Oriental é atualmente considerada pela comunidade internacional como parte do território palestino ocupado.

### Nações Unidas
Em 1980, a Jordânia propôs que a Cidade Velha fosse listada como Patrimônio Mundial da UNESCO. Em 1981, o local se tornou um sítio do Patrimônio Mundial de Israel. No ano seguinte, a Jordânia solicitou que o sítio fosse incluído na Lista do Patrimônio Mundial em Perigo, porém o governo estadunidense foi contrário à tal medida sustentando que o governo israelense deveria ser consultado antes de quaisquer medidas da organização sobre o patrimônio histórico e cultural na Cidade Velha de Jerusalém. Em 2011, a UNESCO emitiu uma declaração reiterando sua visão de que Jerusalém Oriental é "parte do território palestino ocupado, e que o status de Jerusalém deve ser resolvido em negociações permanentes de status."

## História

### Era israelita
De acordo com a Bíblia hebraica, antes da conquista de Jerusalém pelo rei David no século XI a.C., a cidade era o lar dos jebuseus. Segundo a Bíblia, a cidade era fortemente protegida por uma extensa muralha - fato posteriormente confirmado pela arqueologia - sendo mencionada como Cidade de David (em hebraico: Ir David), que foi identificada a sudeste das muralhas da Cidade Velha, além do Portão de Dung. Na Bíblia, Salomão ampliou as muralhas da cidade para incluir o Templo e o Monte do Templo. Após a cisão do Reino Unido de Israel, as tribos do sul permaneceram em Jerusalém, tornando-a capital do Reino de Judá.
Jerusalém foi amplamente expandida para o oeste após a conquista neo-assíria do Reino de Israel (ao norte) e o resultante afluxo de refugiados. O rei Ezequias estava se preparando para uma invasão assíria fortificando as muralhas da capital, construindo torres e construindo um túnel para trazer água potável à cidade de uma fonte além de seus muros. Pelo menos, duas obras preventivas de seu reinado ajudariam Jerusalém a resistir à conquista: o Túnel de Ezequias e a Muralha Larga. O período do Primeiro Templo se encerrou por volta de 586 a.C., quando o Império Neobabilônico de Nabucodonosor conquistou Judá e Jerusalém, e devastou o Templo de Salomão e a cidade.

### Período do Segundo Templo
Em 538 a.C., o rei persa Ciro, o Grande, convidou os judeus da Babilônia a retornarem a Judá para reconstruir seu templo. A construção do Segundo Templo foi concluída em 516 a.C., durante o reinado de Dario I - cerca de sete décadas após a destruição do Primeiro Templo. A cidade foi reconstruída em menor escala por volta de 440 a.C., durante o período persa, quando - segundo a Bíblia - Neemias teria liderado os judeus que retornaram do exílio babilônico. Uma Segunda Muralha foi construída por Herodes cujas extensivas reformas do Monte do Templo renderam-lhe o epíteto de Templo de Herodes. Em torno de 44 d.C., Herodes Agripa deu início à chamada "Terceira Muralha" ao norte do templo. Entretanto, a cidade foi totalmente destruída pelos romanos em 70 d.C..

### Era romana tardia, bizantina e muçulmana
A área norte da cidade foi reconstruída pelo imperador Adriano por volta de 130, sob o nome de Élia Capitolina. No período bizantino, Jerusalém se expandiu para o sul e foi novamente cercada por muralhas.
Os muçulmanos ocuparam a Jerusalém bizantina no século VII (637 d.C.) sob liderança do Califa 'Umar Ibn al-Khattab, que a anexou ao Império Árabe-Islâmico. Al-Khattab concedeu a seus habitantes um tratado de garantia. Após o cerco de Jerusalém, Sofrônio recebeu al-Khattab seguindo as profecias bíblicas de "um homem pobre, justo e poderoso" que se levantaria para ser um protetor e aliado dos cristãos de Jerusalém. Nos relatos do Patriarca Eutíquio de Alexandria, al-Khattab fez uma visita à Igreja do Santo Sepulcro mas realizou suas preces no exterior do templo evitando que futuras gerações de muçulmanos usassem a prática de orar como pretexto para converter o local em mesquita. Eutíquio acrescenta que al-Khattab também promulgou um decreto no qual proibia os muçulmanos de se reunirem em oração no local.

### Era das Cruzadas e aiúbidas
Em 1099, Jerusalém foi capturada pelo exército cristão ocidental da Primeira Cruzada e permaneceu sob posse dos cristãos até ser recapturada pelos muçulmanos liderados por Saladino em 2 de outubro de 1187. Saladino convocou os judeus e permitiu seu retorno à cidade. Em 1219, as muralhas da cidade foram destruídas pelo Sultão Almoazão. Em 1229, através de um tratado com o Egito, Jerusalém passou a ser governada por Frederico II da Alemanha, que iniciou a reconstrução das muralhas. Em 1243, Jerusalém voltou ao controle dos cristãos e as muralhas foram restauradas. Os turcos de Corásmia tomaram a cidade em 1244 e o sultão Almoazão destruiu as muralhas.

### Era otomana
As atuais muralhas da Cidade Velha foram construídas entre 1535 e 1542 pelo sultão turco otomano Solimão, o Magnífico. As muralhas se estendiam por aproximadamente 4,5 km e a uma altura entre 5 e 15 metros, com uma espessura de 3 metros na base. Ao todo, as muralhas da Cidade Velha possuem 35 torres, das quais 15 estão concentradas na muralha norte mais exposta. A "Muralha de Solimão" possuía seis portões, dos quais um sétimo - o Portão Novo - foi erguido em 1887. Vários outros portões mais antigos foram murados ao longo dos séculos.

## Bairros
A área é rodeada por uma muralha mandada construir em 1538 pelo sultão otomano Solimão, O Magnífico. Oito portas permitem o acesso à Cidade Antiga, dividida em quatro bairros: o Bairro Judeu, o Bairro Cristão, o Bairro Armênio e o Bairro Muçulmano.

### Bairro Judeu

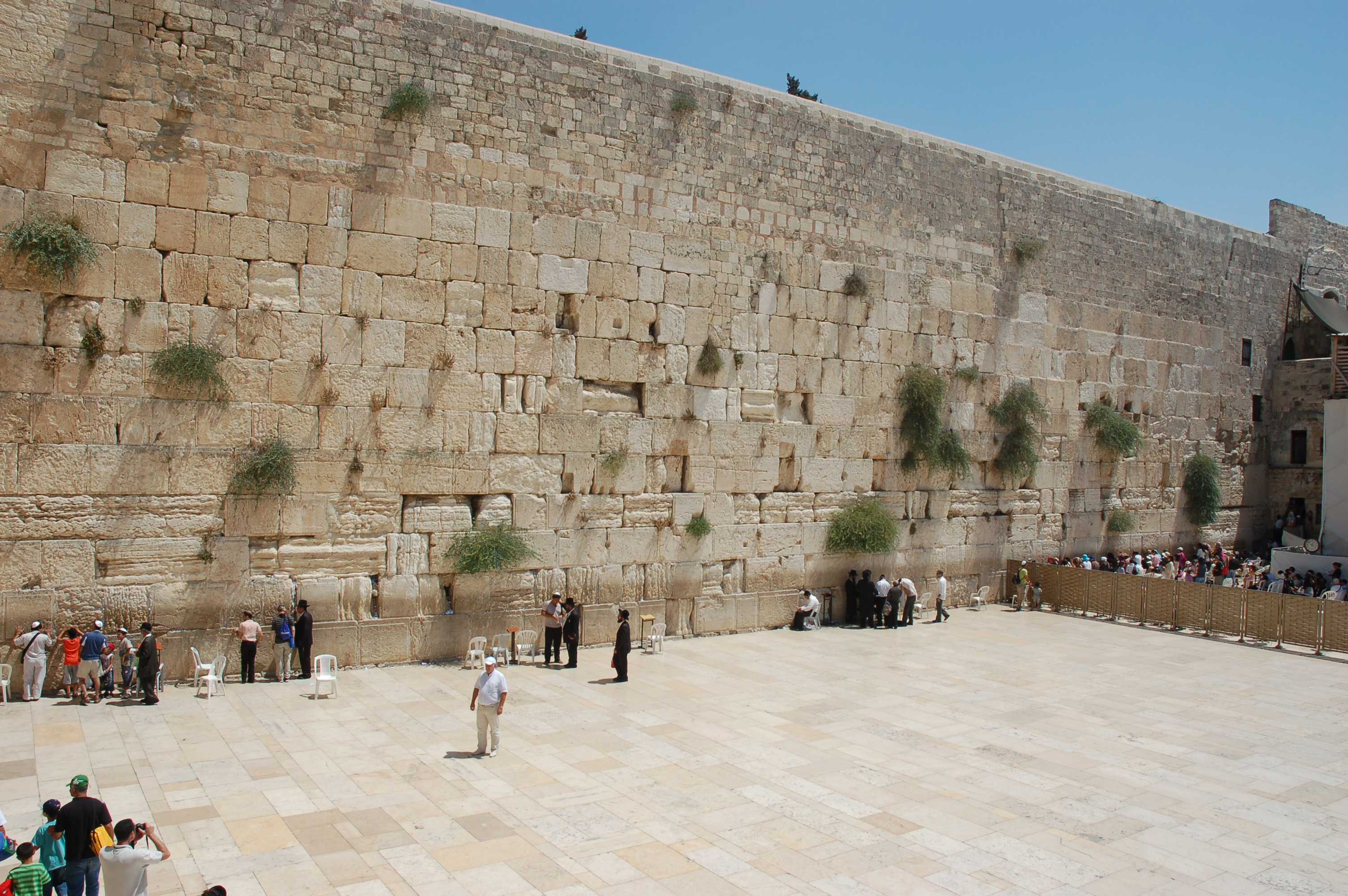
Muro das Lamentações
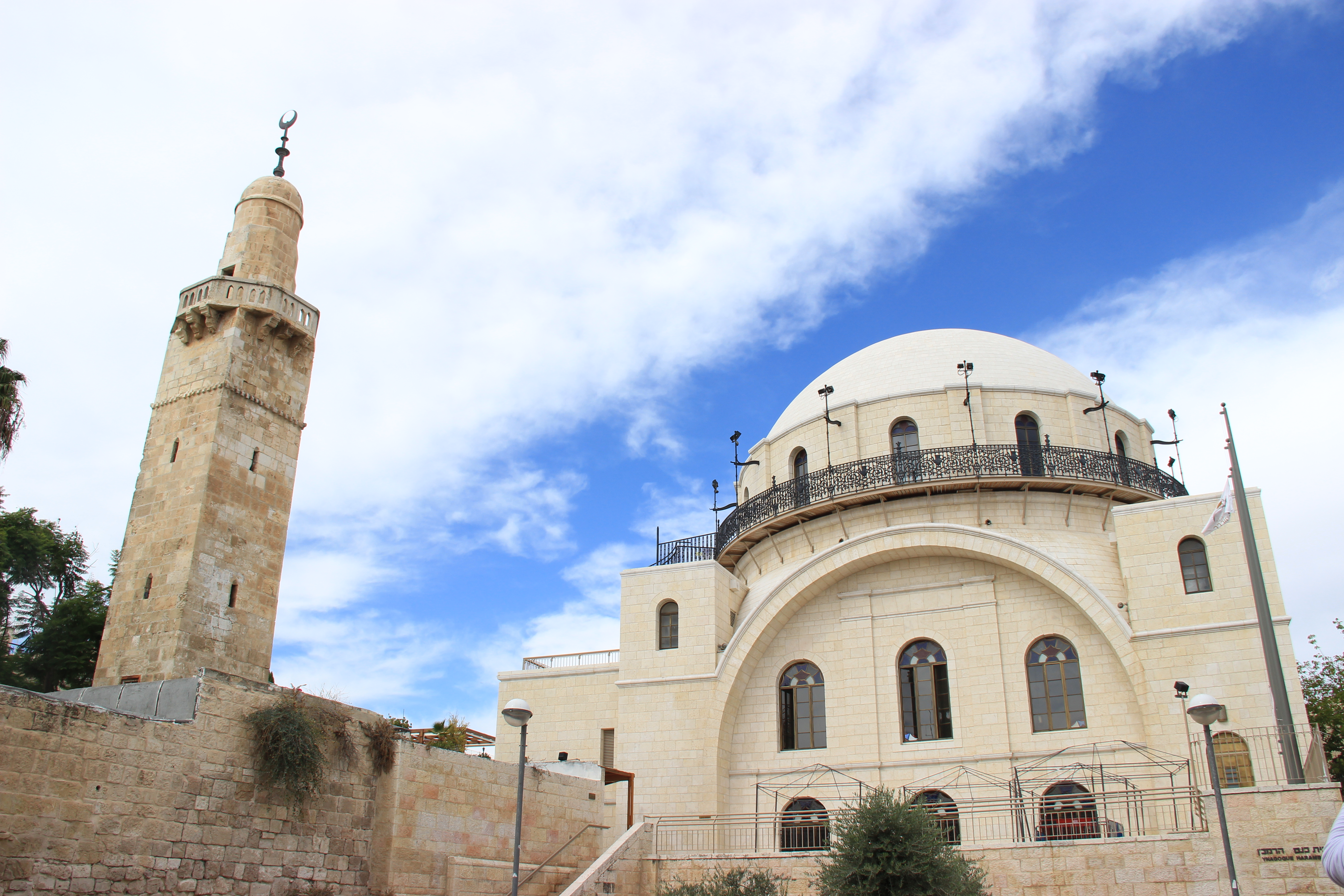
Sinagoga Churba
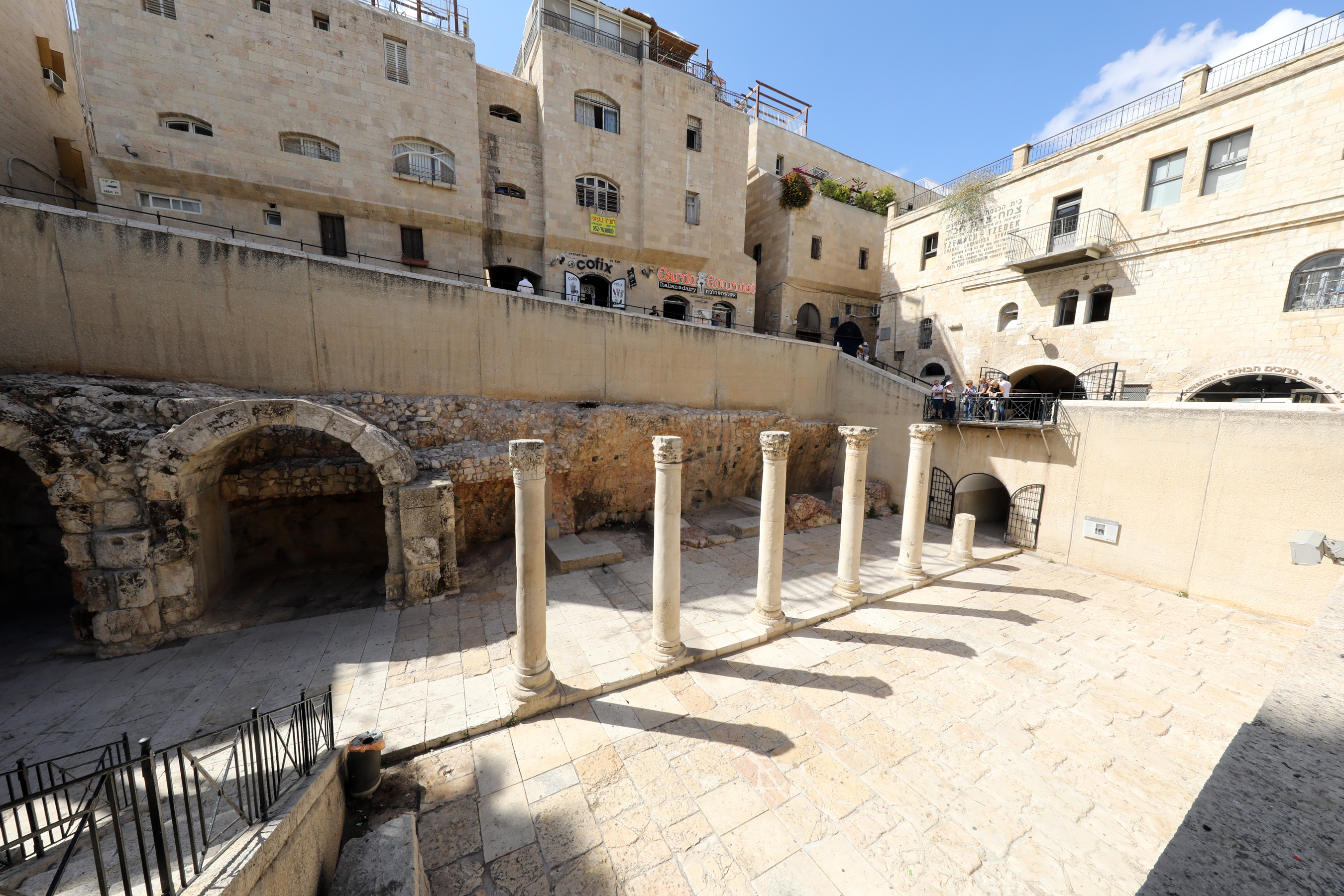
Ruínas do Cardo Maximus.

O Bairro Judeu (em hebraico: הרובע היהודי, HaRova HaYehudi) - conhecido coloquialmente pelos moradores como HaRova - se situa no setor sudeste da cidade murada e se estende desde o Portão de Sião (no sul) até o Muro das Lamentações e o Monte do Templo (a leste), fazendo também fronteira com o Bairro Armênio (a oeste) ao longo do Cardo. O bairro tem uma história rica, com vários longos períodos de presença judaica cobrindo grande parte do tempo desde o século VIII a.C. Em 1948, sua população de cerca de 2000 judeus foi sitiada e forçada a se retirar em massa. O bairro foi completamente saqueado pelas forças árabes durante a Batalha de Jerusalém e as sinagogas antigas foram destruídas.
O bairro judeu permaneceu sob controle jordaniano até sua recaptura por paraquedistas israelenses na Guerra dos Seis Dias de 1967. Alguns dias depois, as autoridades israelenses ordenaram a demolição do bairro marroquino adjacente, realocando à força todos os seus habitantes, a fim de facilitar o transporte público de acesso ao Muro das Lamentações. Cerca de 195 propriedades - sinagogas, yeshivas e residências - foram registradas como judias e passaram ao controle da "Custódia da Propriedade Inimiga" da Jordânia. A maioria foi ocupada por refugiados palestinos expulsos pelas forças israelenses de Jerusalém Ocidental e suas aldeias contíguas até que a UNWRA e a Jordânia construíram o Campo de Refugiados de Shufat, onde muitos foram deslocados, deixando a maioria das propriedades vazias.
Em 1968, após a Guerra dos Seis Dias, Israel confiscou 12%, incluindo o bairro judeu e áreas contíguas, da Cidade Velha para uso público. Cerca de 80% dessa infraestrutura confiscada consistia em propriedades que não pertenciam a judeus. Após a reconstrução das partes do bairro destruídas antes de 1967, essas propriedades foram então oferecidas para venda exclusivamente ao público israelense e judeu.

### Bairro Cristão

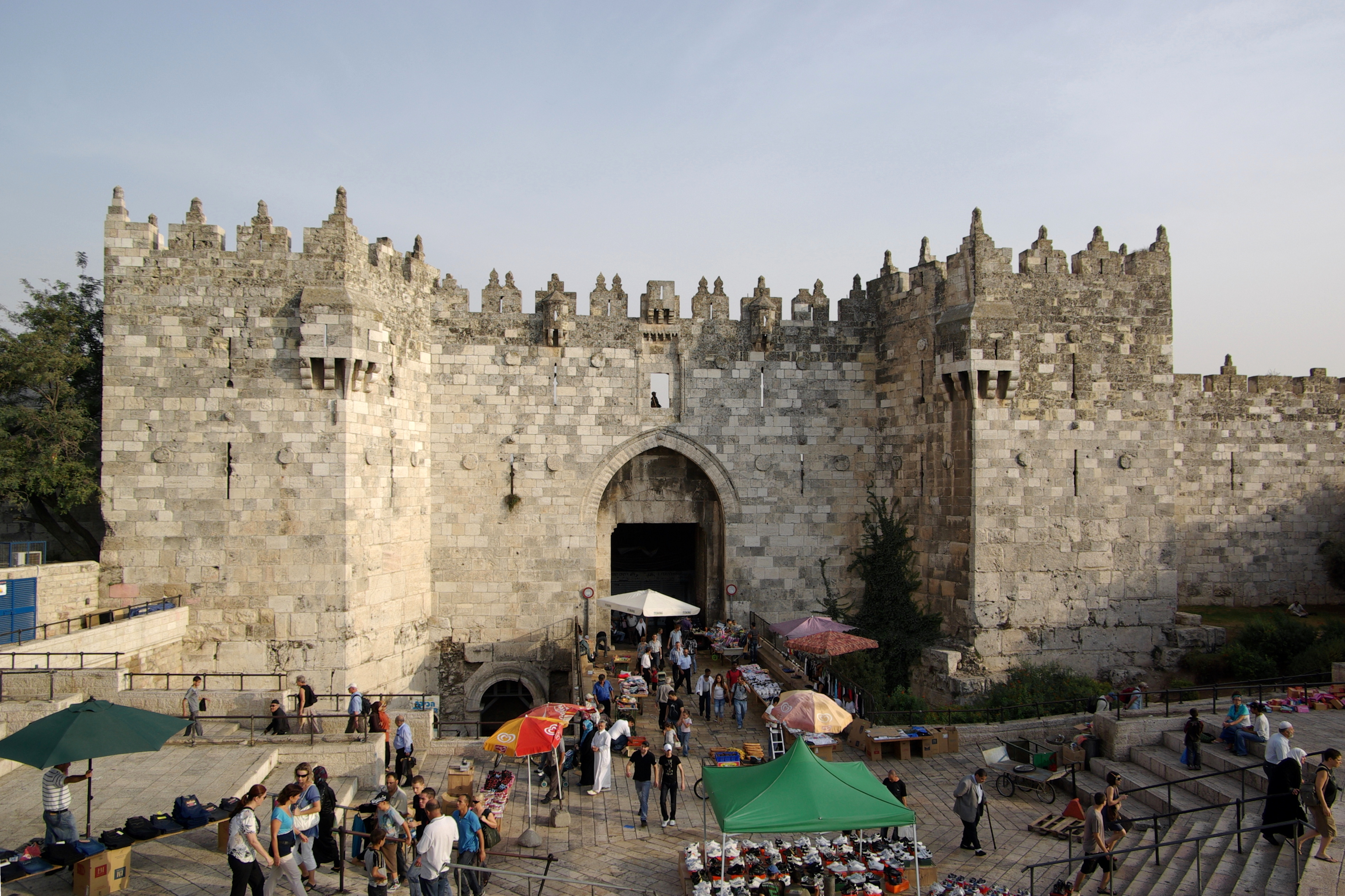
Portão de Damasco
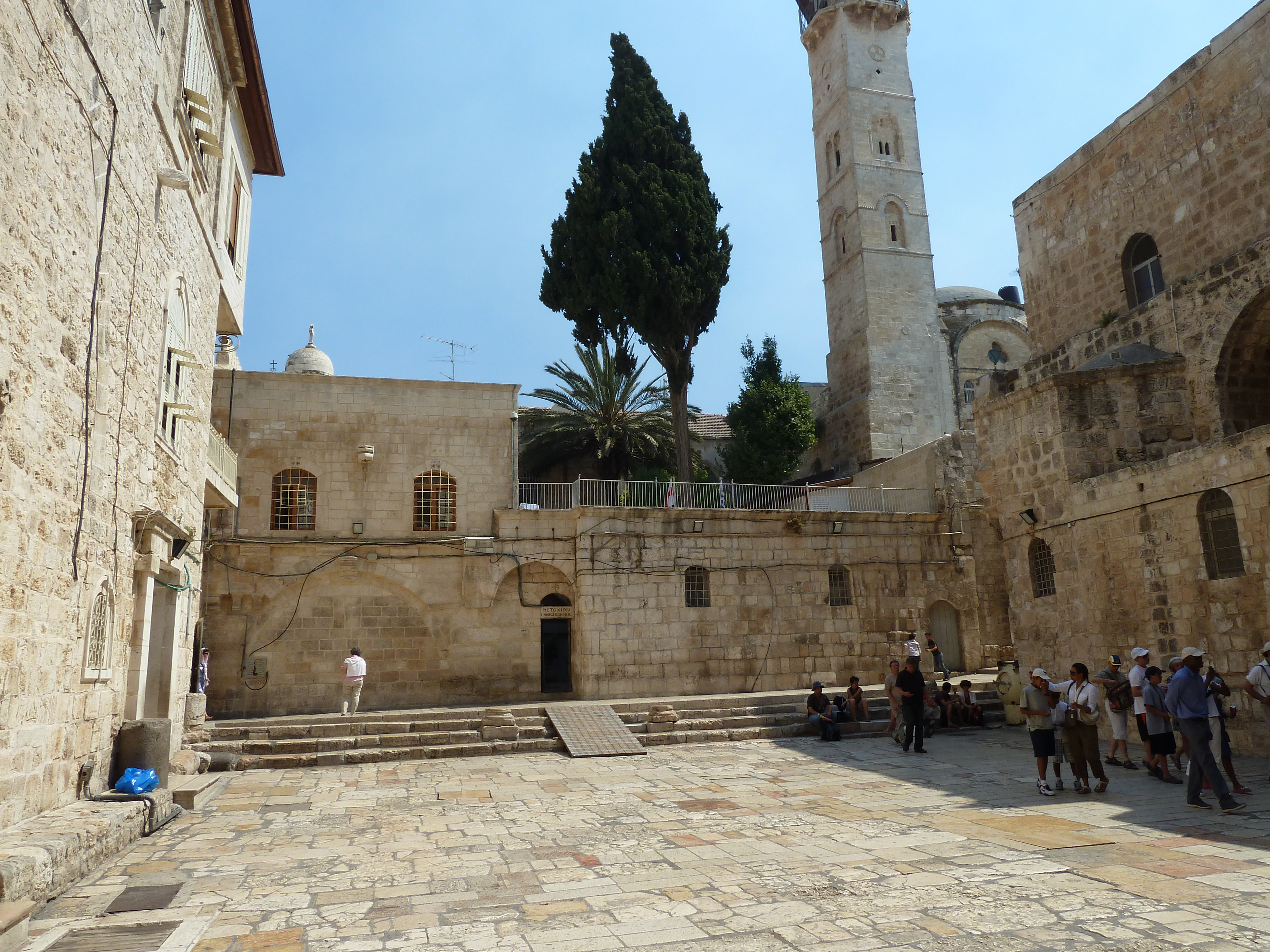
Mesquita de Omar
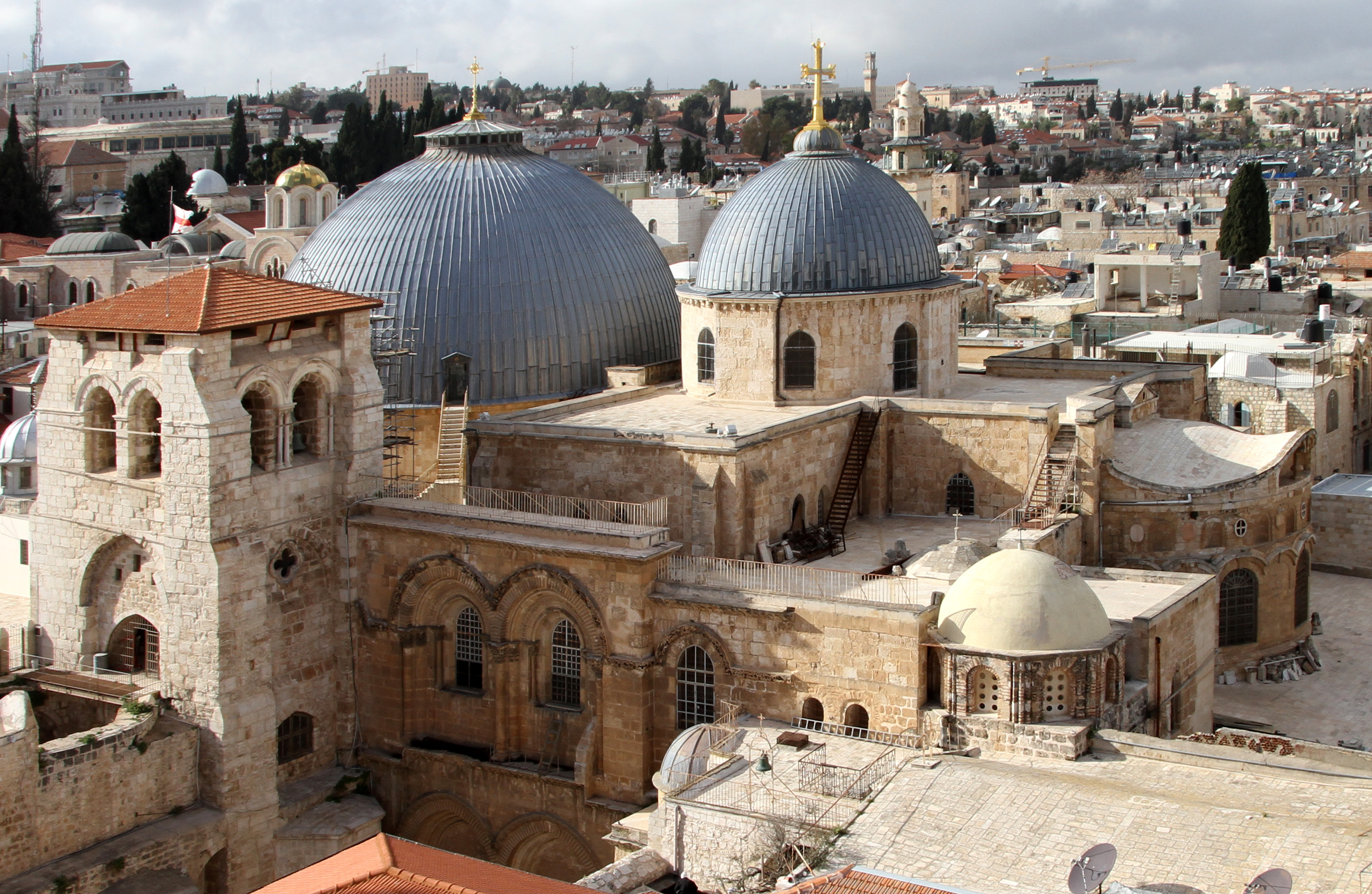
Basílica do Santo Sepulcro

O bairro cristão ocupa a parte noroeste da Cidade Antiga e o seu monumento principal é a Basílica do Santo Sepulcro. Inclui a Porta Nova, partilhando a Porta de Jafa com o bairro armênio (que se encontra no sudoeste) e a Porta de Damasco com o bairro muçulmano. Nesta área passa também a Via Dolorosa, o caminho que se julga ter sido percorrido por Jesus com a cruz antes de ser crucificado no Calvário, um pequeno monte na zona nordeste da atual cidade fortificada. 

### Bairro Armênio
O bairro armênio situa-se a sudoeste sendo também cristão, mas é independente com seu Patriarcado próprio.

### Bairro Muçulmano
O bairro muçulmano situa-se a nordeste e inclui a Porta de Herodes, a Porta dos Leões (ou Porta de Santo Estêvão) e a Porta Dourado. Nele se situa o Haram ash-Sherif (conhecido como "Monte do Templo" pelos judeus), um santuário no Monte Moriá, onde estão duas mesquitas: a Cúpula da Rocha (ou Mesquita de Omar) e Mesquita de Al-Aqsa.